# Carlos Pintado
Carlos Pintado, né en 1974 à Pinar del Río à Cuba, est un poète et écrivain cubain.

## Biographie
Diplômé de langue et littérature anglaise en 1996 à l'Institut pédagogique de Pinar del Río a reçu le Prix International de Poésie de Sant Jordi, Espagne en 2006 pour son livre Autorretrato en azul. Des poèmes, des histoires et ses articles ont été traduits en anglais, allemand, turc, italien et français, et ont été publiés dans diverses anthologies et revues, y compris Ante el espejo (poésie ibéro-américaine, Fondation européenne Concern, Madrid, 2008), Adiós ( Madrid, 2006), dans Aldabonazo en Trocadero 162 (Ed. Aduana Vieja, Madrid, 2008), Una voz en el abismo (Pérou, 2007), collection de poésie Groupe de rédaction Ego, Inc, Miami), Antología de la poesía cubana del exilio (Aduana Vieja, Espagne, 2011). En 2010, l'Ensemble du Sud Beach Music créé plusieurs États américains du "Quintet sur Carlos peints des poèmes" piano et quintette à cordes dirigé par le compositeur américain Pamela Marshall. L'auteur a été l'un de ceux invités à participer en tant qu'artiste dans la Nuit Blanche Nuit Blanche ou avec plusieurs musiciens et artistes de carrière artistique reconnue
Il est rédacteur en chef du magazine littéraire Le Corbeau et le Renard.

## Œuvre
- La Seducción del Minotauro (histoires, 2000)
- El diablo en el Cuerpo (poésie, 2005)
- Autorretrato en azul (poésie, 2006)
- Los bosques de Mortefontaine (poésie, 2007)
- Habitación a oscuras (poésie, 2007)
- Los Nombres de la noche (poésie, 2008)
- El azar y los tesoros (poésie, 2008)
- El árbol rojo (haïkus)
- Rimas Tropicales (chanté par le chœur de San Francisco filles et musicalisé par Tania Leon)
- Sommeil Idols "(pièce pour soprano, clarinette, violon, violoncelle et piano, créé en 2011 par le célèbre CONTINUUM Kaufam Center à New York).
- Quintette poèmes de Carlos Pintado "(piano et quintette à cordes dirigé par le compositeur américain Marshall Pamela et Michael Andrews joué par l'Ensemble du Sud Beach Music).
- El unicornio y otros poemas (anthologie personnelle, éditions Ruinas circularess, 2011)
- Taubenschlag ( Editorial Capiro, Santa Calra, Cuba, 2015)
- La sed del último que mira (Sudaquia Editores, New York,2015).

Collaborations
- Rimas tropicales, 2011
- Busta tropicales

Une sélection de ses poèmes sous le nom de Busta tropicales a eu sa première mondiale en Juin 2011 par le Chœur de San Francisco Girls, le vainqueur du groupe des 5 Grammy Awards et plusieurs prestigieux ASCAP Award Margaret Hillis, un groupe qui a été invité à la cérémonie d'inauguration du président Barack Obama à Washington et a été reconnue depuis plus de 30 ans comme l'un des meilleurs de son genre dans le monde. Les Busta tropicales de Carlos Pintado ont été musicalisés en particulier par Tania Leon, l'un des compositeurs et des réalisateurs les plus admirés et respectés dans le monde de la musique classique contemporaine, un membre de l'Académie des Arts et des Lettres américaines et qui a travaillé avec des prix importants Nobel et Pulitzer de littérature Wole Soyinka (prix Nobel 1992), Derek Walcott (Prix Nobel 1992), John Ashbery (prix Pulitzer 1976), Rita Dove (prix Pulitzer 1987), Margaret Atwood (Booker Prize, 2000 et Prix Prince des Asturies Littérature, 2008) entre autres.
- Ídolos del sueño

Une sélection de ses poèmes avec le titre de « Idoles du rêve » a été marqué par Ileana Perez-Velazquez pour soprano, clarinette, violon, violoncelle et piano, et a été créée en 2011 par le célèbre CONTINUUM, le centre de New York Kaufam.